# Metaphya elongata
Metaphya elongata är en trollsländeart som beskrevs av Campion 1921. Metaphya elongata ingår i släktet Metaphya och familjen skimmertrollsländor. IUCN kategoriserar arten globalt som sårbar. Inga underarter finns listade i Catalogue of Life.